# Kristina Liščević
Kristina Liščević (Zombor, 1989. október 20. –) szerb kézilabdázó, irányító, a Dunărea Brăila játékosa. 

## Pályafutása

### Klubcsapatokban
Pályafutását hazájában kezdte, majd 2010-ben szerződött a macedón ŽRK Metalurg csapatához, amellyel 2011-ben bajnokságot nyert. Abban az évben a regionális-liga négyes döntőjének legeredményesebb játékosa volt 16 találattal. 2012 januárjában a francia Metz Handball igazolta le. 2013-ban és 2014-ben francia bajnokságot nyert a csapattal, 2013-ban pedig az EHF-kupa döntőjébe is bejutottak, de ott a dán Tvis Holstebro jobbnak bizonyult. 2013-ban Franciaországban a szezon legjobb irányítójának és a bajnokság legjobb játékosának választották.
A 2015-2016-os idény előtt igazolt Magyarországra, a Váci NKSE csapatához, ahol egy szezont töltött el. Ezt követően az orosz GK Asztrahanocska, majd a Kubany Krasznodar játékosa volt. 2017 januárjában visszatért Magyarországra, ahol a Kisvárdai KC játékosa lett. Fél szezont követően a dán Team Esbjerghez igazolt, akikkel 2019-ben bajnoki címet nyert. 

### A válogatottban
A szerb kézilabda-válogatottal a 2012-es Európa-bajnokságon negyedik, a 2013-as világbajnokságon második lett. 2023 tavaszán vonult vissza a válogatott szerepléstől.

## Sikerei, díjai
- Macedón bajnok: 2011
- Francia bajnok: 2013, 2014
- Dán bajnok: 2019
- EHF-kupa-döntős: 2013
- A Kárpát-kupa legjobb játékosa: 2011[10]
- A Bajnokok Ligája-szezon legjobb fiatal játékosa: 2012
- A francia bajnokság legjobb irányítója: 2013

## Család
Testvére, Zlatko Liščević profi labdarúgó.